# Rubus vadalis
Rubus vadalis  (лат.) — вид двудольных растений рода Рубус (Rubus) семейства Розовые (Rosaceae). Впервые описан ботаником А. ван де Беком в 1997 году.

## Распространение и среда обитания
Эндемик Нидерландов. Распространён в общинах Влиланд и Терсхеллинг, а также в местности Кёйнре в общине Нордостполдер.
Растёт в лесах на кислых почвах, на польдерах (nieuw land).

## Ботаническое описание
Листья сложные, состоят из пяти опушённых листочков; верхние листья эллиптической или широкояйцевидной формы.
Шипы тонкие, согнутые, длиной 6—8 мм.
Цветонос бархатистый, покрыт шипами и короткими волосками; соцветие пирамидальное, опушённое, несёт 2—15 цветков белого или ярко светло-розового цвета; лепестки закругленные, от эллиптических до обратнояйцевидных.
Плоды опушённые.
Цветёт в июле.
Близок виду Rubus platyacanthus.